# KOffice
KOffice je prosta zbirka pisarniških programov za namizno okolje KDE. Vse njene komponente so izdane pod dovoljenjem GPL. Najnovejša verzija KOffica je 1.5.2, ki je izšla 14. julija 2006.
KOffice uporablja OASIS OpenDocument kot privzeti datotečni format, podpira pa tudi datoteke LibreOffice ter Microsoft Office.
Zbirko sestavlja 11 programov, ki so namenjeni obselavi besedila, ustvarjanju preglednic, urejanju formul in obdelavi grafike, ter ustvarjanju grafov, projektov in podatkovnih baz.
Program lahko namestimo na vse platforme Unix in na Microsoft Windows. Na internetu lahko zastonj naložimo teme zanj.

## Programi ki sestavljajo zbirko KOffice
KOffice je sestavljen iz naslednjih programov:
- KWord. Urejevalnik besedila s podporo za DTP. Prednaložene ima tudi različne predloge
- KSpread. Program za ustvarjanje preglednic s predlogami in več kot 100 prednaloženih matematičnih formul.
- KPresenter. Program za ustvarjanje računalniških predstavitev, z različnimi učinki.
- Kivio. Program za ustvarjanje diagramov in grafov.
- Karbon14. Risanje vektorske grafike tipa SVG.
- Krita (tudi Krayon ali KImageshop). Obdelava fotografij in grafike bitmap z mnogimi učinki iz GIMPa in Adobe Photoshopa.
- Kugar Ustvarjanje poročil
- KFormula. Urejevalnik formul.
- Kexi. Program za urejanje podatkovnih baz. Vgrajeno ima tudi podporo za Microsoft Acess.
- KPlato.  Upravitelj projektov.